# 奈姆蒂姆萨夫二世
奈姆蒂姆萨夫二世（英語：Merenre Nemtyemsaf II）（或譯為麥倫拉二世、莫潤爾二世），古埃及古王国时期第六王朝的国王，作为儿子继承了父亲佩皮二世的王位。在位短暂，登基幾個月後即为諸侯所杀，在希羅多德的記載中他姐妹尼托克里斯為他復仇，淹死了兇手們。